# 張慶楨

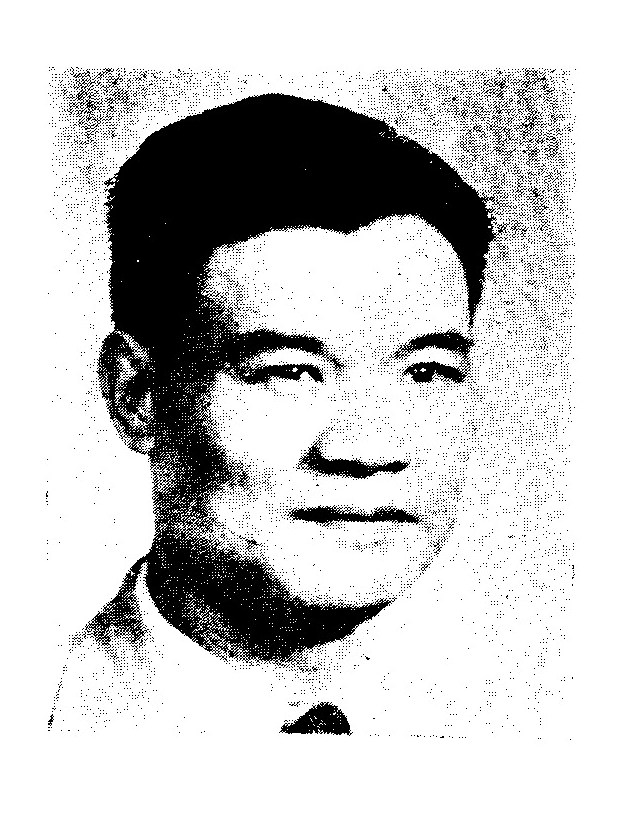
1953年的張慶楨

张庆桢（1904年11月17日—1998年5月12日），字济周，安徽滁县人。中华民国政治人物。

## 生平
毕业于中国公学大学部、私立东吴大学法学院。后赴美国留学，1931年，获芝加哥西北大学法学博士学位。返国后曾任中央大学训导长、法学院教授兼司法组主任，中央政治学校教授，中国公学大学部董事会董事兼执行秘书，监察院监察委员，监察院法规整理会主任委员，外交部条约委员会委员，司法院法规整理委员会委员等。1945年3月23日，任国民政府监察院参事，不久出任敌伪产业清查团沪浙组委员。1946年12月至1947年2月，经行政院院长宋子文、中央银行总裁贝祖贻的决定，中央银行实施黄金自由买卖，企图通过抛售黄金来吸收社会上过量流通的法币。但党政要员却在配售期间大量购进黄金，致使金价暴涨，带动各种日用品价格急增，国统区经济趋于恶化。3月2日，监察委员何汉文、谷凤翔、张庆桢、万灿对宋子文、贝祖贻提出弹劾，经监察院审查成立。随后宋子文、贝祖贻辞职。
1948年5月，当选立法院立法委员及刑法委员会委员。1949年跟随国民党播遷到台湾后，历任革命实践研究院讲座，国防研究院政治组首席讲座，中国国民党中央执行委员会设计考核委员会委员兼召集人，中国国民党中央执行委员会政策委员会兼任委员，中華民國立法院立法委员，私立中国文化学院法律研究所主任。有子张灏。

## 著作
他著有《中国法制史》、《刑法总论》、《中国历代法律思想》、《儒法合流论》、《美国对华政策的演变和展望》等书。